# البرج الأبجدي
البرج الأبجدي هو هيكل يبلغ ارتفاعه 130 مترا في باتومي، جورجيا. يرمز البرج إلى تفرد الأبجدية الجورجية والشعب. يجمع الهيكل بين تصميم الحمض النووي، في نمط الحلزون المزدوج المألوف. يرتفع شريطان حلزونيان إلى أعلى البرج يحملان 33 حرفا من الأبجدية الجورجية، يبلغ طول كل منهما 4 أمتار ومصنوعا من الألومنيوم.
يوجد في منتصف المبنى عمود مصعد مكشوف يؤدي إلى أعلى المبنى، في تاج الهيكل، حيث توجد كرة فضية ضخمة.

## تطور
تم بناء البرج الأبجدي من قبل شركة إسبانية (ألبرتو دومينغو كابو وكارلوس لازارو). بدأ البناء في 10 أكتوبر 2010 مع الانتهاء من الجزء الخارجي من الهيكل في ديسمبر 2011. كلف المبنى 65 مليون دولار للبناء.

## الهيكل
يتكون البرج من إحدى عشرة وحدة من دعامات ناتئة من الأنابيب الفولاذية التي تشكل جسمين، الداخلية تحتوي على المصاعد والسلالم البانورامية الأساسية للاتصالات، والخارجية التي تدعم الهيكل بأكمله وتحدد الجلد بالشخصيات الكبيرة. يتم ربط كل من النوى التي يبلغ طولها 10.8 م بواسطة الأغشية في نمط نجمي. في الجزء العلوي تقف كرة زجاجية مصنوعة من عناصر مثلث مثبتة فوق مقاطع فولاذية ومختومة. تتكون الكرة من هيكل مقطع دائري مجوف.
تستضيف هذه المساحة الخفيفة العديد من الغرف الموزعة على طوابق مختلفة داخل الكرة.

### الطابق الأول
يسمى بطابق النقل. ويمكن الوصول إليه عن طريق المصعدين البانوراميين الرئيسيين. من طابق النقل، يمكنك الوصول إلى مصاعد أخرى تخدم الطوابق الأخرى.

### الطابق الثاني
يستضيف الطابق الثاني استوديو تلفزيوني بجوار المطبخ.

### الطابق الثالث
في الطابق الثالث يقع المطعم المصمم مثل حلقة دوارة. يوفر هذا الخاتم، الذي يبلغ حوالي 360 درجة في الساعة، للزوار إطلالة بانورامية على المدينة والبحر الأسود أثناء استمتاعهم بوجبتهم.

### الطابق الرابع
تم تصميم الطابق الرابع كسطح مرصد، للاستمتاع بالمناظر الفريدة من البرج الأبجدي.

### الطابق الخامس
والذي تم تصميمه للسماح للزوار برؤية كيفية عمل المثبط الجماعي المضبوط. المثبط الكتلي المضبوط هو جهاز وزنه خمسون طنا مثبتا في هياكل لتقليل سعة الاهتزازات الميكانيكية.

## الوضع الحالي
منذ بناء المبنى ظل مهجورا تقريبا. اعتبارا من عام 2014، كان من المعروف أن المصعد كان معطلا ويمكن العثور على مئات الطيور النافقة في الطوابق، على الرغم من أن المبنى نفسه كان لا يزال مكهربا وبدا جديدا نسبيا. في مايو 2015، قررت قاعة مدينة باتومي تأجير برج الأبجدية الذي يبلغ طوله 130 مترا لشركة إسبانية لم يكشف عن اسمها على مدى السنوات العشرين المقبلة. اعتادت قاعة مدينة باتومي على إنفاق 700,000 GEL سنويا على صيانة البرج. اعتبارا من عام 2017، المطعم مفتوح للزوار.